# せりふの時代
『せりふの時代』（せりふのじだい）は、小学館が発行した季刊の戯曲雑誌。1996年10月創刊で、井上ひさし、清水邦夫、別役実+日本劇作家協会が責任編集。編集委員は、井上ひさし、川村毅、小松幹生、斎藤憐、坂手洋二、清水邦夫、永井愛、別役実の8人。
「最新戯曲」や「劇作家が書く劇評連載」などが載る。
2010年、7月1日発売号（夏号）をもって休刊となる。
2021年3月末、『せりふの時代2021』と題された特別編集版を刊行。書き下ろし戯曲の他、創刊号掲載の対談、戯曲などが再録された。

## 掲載戯曲
- 1998年夏号/vol.8
「魔界放浪記」川村毅
「メッカへの道」アーソル・フガード、小田島恒志・訳
「お勝手の姫」小川未玲
- 1998年秋号/vol.9
「音楽劇 ブッダ」原作：手塚治虫、脚本：佐藤信
「水の駅-3」太田省吾
「フローズン・ビーチ」ケラリーノ・サンドロヴィッチ
「Zenmai」春口洋
- 1998年冬号/vol.10
「貧乏物語」井上ひさし
「もう一人の善き人」大橋泰彦
「それを夢と知らない」岩崎正裕
「Right Eye」野田秀樹
- 1999年春号/vol.11
「平壌から来た刑事」つかこうへい
「パ・ド・ドゥ」飯島早苗
「王様は白く思想する」鈴江俊郎
- 1999年夏号/vol.12
「猫町」別役実
「眠り草」唐十郎
「音楽劇 がんばろう」岡部耕大
「冬のひまわり」鄭義信
- 1999年秋号/vol.13
「ブレヒト・オペラ」斎藤憐
「大正四谷怪談」岸田理生
「海よりも長い夜」平田オリザ
「ある朝、10時ごろ」佃典彦
- 1999年冬号/vol.14
「大菩薩峠」八木柊一郎
「〈四季〉其の2 夏……横山やすしに捧げる」山崎哲
「砂に沈む月」宮沢章夫
「開運ラジオ」平田俊子
- 2000年春号/vol.15
「ララバイまたは百年の子守唄〜ハッシャ・バイより〜」鴻上尚史
「レプリカ」鐘下辰男
「やっかいな楽園」小川未玲
「召命」畑澤聖悟
- 2000年夏号/vol.16
「連鎖街のひとびと」井上ひさし
「わらの心臓」川村毅
「マリッジブルー」小松幹生
- 2000年秋号/vol.17
「農業少女」野田秀樹
「明日は風のない日」松田正隆
「高き彼物」マキノノゾミ
「ビューティフル・サンデー」中谷まゆみ
- 2000年冬号/vol.18
「真情あふるる軽薄さ2001」清水邦夫
「南洋くじら部隊」坂手洋二
「世界に一家」深津篤史
- 2001年春号/vol.19
「夏ホテル」岩松了
「エロスの果て」松尾スズキ
「Kafka's dick カフカズ・ディック」ケラリーノ・サンドロヴィッチ
- 2001年夏号/vol.20
「夢の裂け目」井上ひさし
「星の村」渡辺えり子
「海のてっぺん」古城十忍
- 2001年秋号/vol.21
「ファントム・ペイン」鴻上尚史
「くぐつ草紙」川村毅
「処女水」北村想
「キリエ」夏井孝裕
- 2001年冬号/vol.22
「野田版 研辰の討たれ」野田秀樹、木村錦花・作、平田兼三郎・脚色
「ストロベリーハウス」水谷龍二
「コンデンス」天野天街
「遊園地、遊園地。」北川徹
- 2002年春号/vol.23
「慶応某年ちぎれ雲」福田善之
「アンフォゲッタブル」成井豊
「ダウザーの娘」長谷基弘
- 2002年夏号/vol.24
「詩のしの詩」渡辺えり子
「売り言葉」野田秀樹
「また、あした。」山崎哲
「橋を渡ったら泣け」土田英生
- 2002年秋号/vol.25
「アチャラカ再誕生」空飛ぶ雲の上団五郎一座文芸部（いとうせいこう、井上ひさし、ケラリーノ・サンドロヴィッチ、筒井康隆、別役実）
「ミレナ」斎藤憐
「→ヤジルシ（→：正確には、右斜め上矢印）-誘われて」太田省吾
「クラブ・オブ・アリス」高泉淳子、遊◎機械/全自動シアター、THE LAST SHOW
「クリッジ丸」ロジャー・パルバース
- 2002年冬号/vol.26
「ルート64」鐘下辰男
「杏仁豆腐のココロ」鄭義信
「利一郎きまぐれ日記」小松幹生
「眠りの切り札」樋口美友喜
- 2003年春号/vol.27
「スラップスティックス」ケラリーノ・サンドロヴィッチ
「青いインクとトランクと」北村想
「ちゃんとした道」小川未玲
「最新放送台本 ひょっこりひょうたん島 人間レコードの巻」井上ひさし
- 2003年夏号/vol.28
「絶対飛行機」佐藤信
「涙の谷、銀河の丘」松田正隆
「ニューパラダイスタウン 帰郷編」大橋泰彦
「みつばち」長塚圭史
- 2003年秋号/vol.29
「野田版 鼠小僧」野田秀樹
「りぼん」渡辺えり子
「バラード」川村毅
「西へゆく女」岩松了
- 2003年冬号/vol.30
「心と意志」坂手洋二
「南島俘虜記」平田オリザ
「THE OTHER SIDE/線のむこう側」アリエル・ドーフマン、水谷八也・訳
「贋作少年」東憲司（サジキドウジ）
- 2004年春号/vol.31
「津波」唐十郎
「かけがえのない日々」清水邦夫
「ワニを素手でつかまえる方法」岩松了
「カメレオンズ・リップ」ケラリーノ・サンドロヴィッチ
- 2004年夏号/vol.32
「アオイバラ」渡辺えり子
「渚家にて」大橋泰彦
「もやしの唄」小川未玲
「留守太平間」莊梅岩
- 2004年秋号/vol.33
「キネマ作戦」空飛ぶ雲の上団五郎一座文芸部（いとうせいこう、井上ひさし、ケラリーノ・サンドロヴィッチ、筒井康隆、ブルースカイ、別役実）
「トラップ・ストリート」別役実
「天の煙」松田正隆
「動物ダウト」はせひろいち
- 2004年冬号/vol.34
「眠りオルゴール」唐十郎
「あの山〜我が夏は永久にめぐりぬパティオにて」北村想
「れもん」平田俊子
「消失」ケラリーノ・サンドロヴィッチ
- 2005年春号/vol.35
「クリオネ」川村毅
「二人の女兵士の物語」坂手洋二
「御前会議」平田オリザ
「悪魔の唄」長塚圭史
- 2005年夏号/vol.36
「コミュニケーションズ-現代劇作家たちによるコント集」渡辺えり子・構成、綾田俊樹、いとうせいこう、ケラリーノ・サンドロヴィッチ、鄭義信、土田英生、別役実、筒井康隆ほか作
「春、忍び難きを」斎藤憐
「ぬけがら」佃典彦
- 2005年秋号/vol.37
「芝居〜朱鷺雄の城」山崎正和
「風回廊（前編）」渡辺えり子
「トーキョーあたり」ケラリーノ・サンドロヴィッチ
「ブラウニング・バージョン」テレンス・ラティガン作、鈴木裕美・訳
- 2005年冬号/vol.38
「もろびとこぞりて ver.2,3」北村想
「フクロウの賭け-神なき国の夜2」川村毅
「風回廊（後編）」渡辺えり子
「乱暴と待機」本谷有希子
- 2006年春号/vol.39
「マテリアル・ママ」岩松了
「桜飛沫」長塚圭史
「ヒラカタ・ノート」ごまのは
- 2006年夏号/vol.40
「やわらかい服を着て」永井愛
「断崖絶壁」岡部耕大
「労働者M」ケラリーノ・サンドロヴィッチ
- 2006年秋号/vol.41
「Goin' Home 〜遠まわりして帰ろ〜」北村想
「蝶のやうな私の郷愁」松田正隆
「記者たち」「河原町物語」ロジャー・パルバース
「獏のゆりかご」青木豪
- 2006年冬号/vol.42
「夢ノかたち 第一部『私の船』 第二部『緑の指』」渡辺えり子
「チェックポイント黒点島」坂手洋二
「遭難、」本谷有希子
- 2007年春号/vol.43
「僕たちの好きだった革命」鴻上尚史
「別れの唄」平田オリザ
「殺人者」赤堀雅秋
- 2007年夏号/vol.44
「犬が西むきゃ尾は東〜『にしむくさむらい』後日譚」別役実
「船上のピクニック」岩松了
「妻の家族」鈴木聡
- 2007年秋号/vol.45
「たとえば野に咲く花のように」鄭義信
「人間◆失格」三浦大輔
「ファイナルファンタジックスーパーノーフラット」本谷有希子
- 2007年冬号/vol.46
「監視カメラが忘れたアリア」鴻上尚史
「森の中の海」渡辺えり
「ワールド・トレード・センター」坂手洋二
- 2008年春号/vol.47
「ワニの涙」川村毅
「わが闇」ケラリーノ・サンドロヴィッチ
「偉大なる生活の冒険」前田司郎
- 2008年夏号/vol.48
「グローブ・ジャングル」鴻上尚史
「焼肉ドラゴン」鄭義信
「眠れない夜なんてない」平田オリザ
- 2008年秋号/vol.49
「羊と兵隊」岩松了
「新・水滸伝」横内謙介
「黙読」加藤一浩
- 2008年冬号/vol.50
「愛と青春の宝塚 恋よりも生命よりも」大石静
「戦争と市民」坂手洋二
「河童」畑澤聖悟
- 2009年春号/vol.51
「風のセールスマン」別役実
「初夜と蓮根」土田英夫
「トワイライツ」蓬莱竜太
- 2009年夏号/vol.52
短編戯曲の饗宴
- 2009年秋号/vol.53
「路上3」川村毅
「バケレッタ！」鄭義信
「晩秋」マキノノゾミ
「遠くの戦争〜日本のお母さんへ〜」篠原久美子
- 2009年冬号/vol.54
「マレーヒルの幻影」岩松了
「ハシムラ東郷」坂手洋二
「照準 Zero in」樋口ミユ
- 2010年春号/vol.55
「かたりの椅子」永井愛
「大市民」川村毅
- 2010年夏号/vol.56
「姉とおとうと」唐十郎
「乙女の祈り」サリngRock、石原燃、芳崎洋子、樋口ミユ 作/渡辺えり 構成
「甘え」本谷有希子
「2010億光年」早船聡